# Sköldbuckla

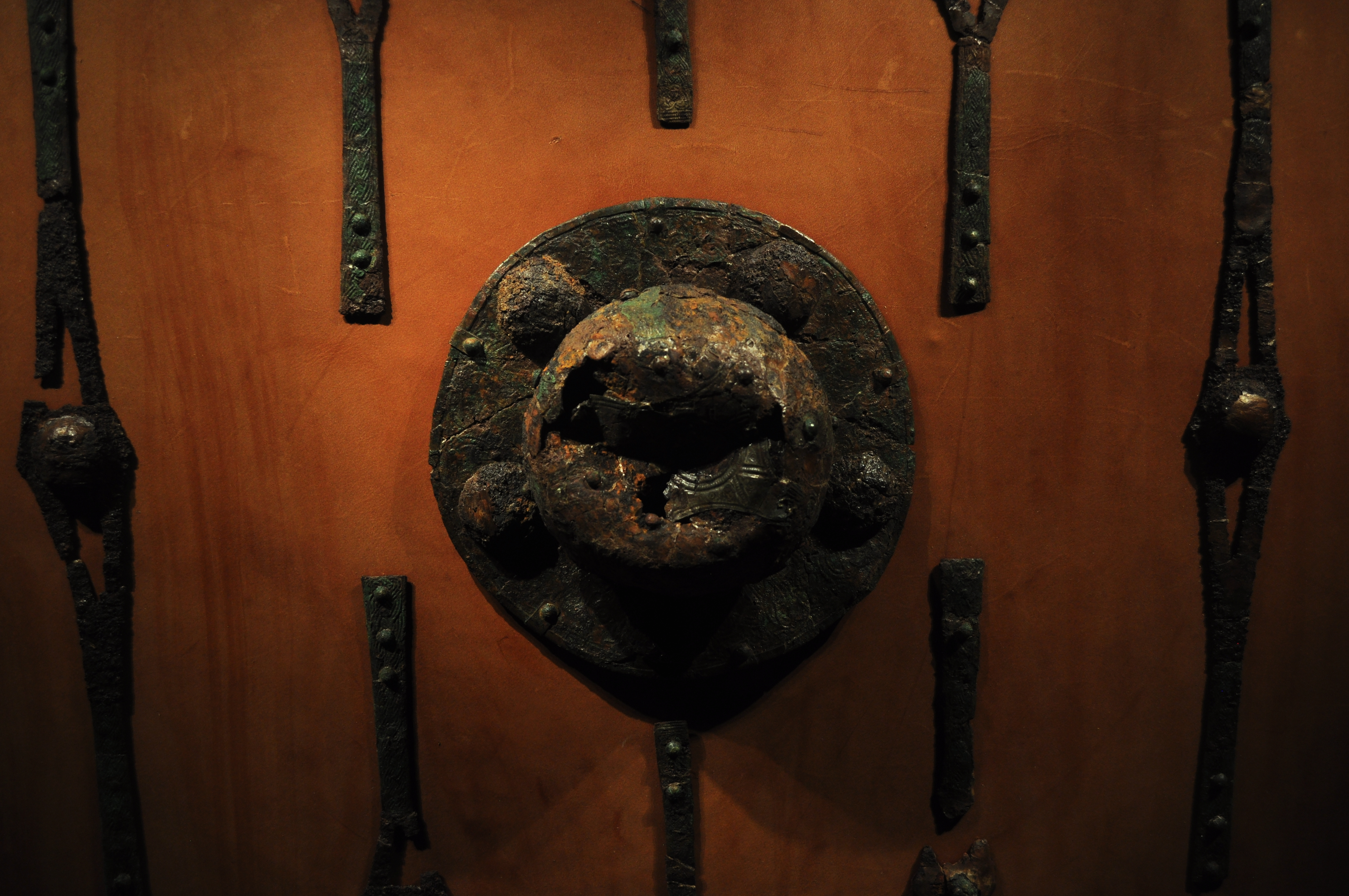
Sköldbucklan till en vendeltida rundsköld.

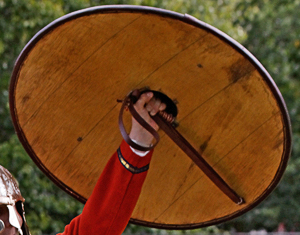
Greppet i sköldbucklans hålighet på en vendeltida rundsköld.

Sköldbuckla (av fornnordiska: skjaldarbukl) är en rund konvex eller konisk bit av material i mitten på vissa sköldars motsida, vilken avses täcka en öppning i skölden för placering av ett handtag. De är vanligtvis gjorda av metall men kan också vara gjorda av trä.
Det konstruerades ursprungligen för att avleda slag från mitten av runda sköldar med gav således också en praktisk plats för att montera sköldens grepp. Sköldbucklor existerar även som prydnadsdel.
De är mest kände från vikingatida rundsköldar.

## Bilder

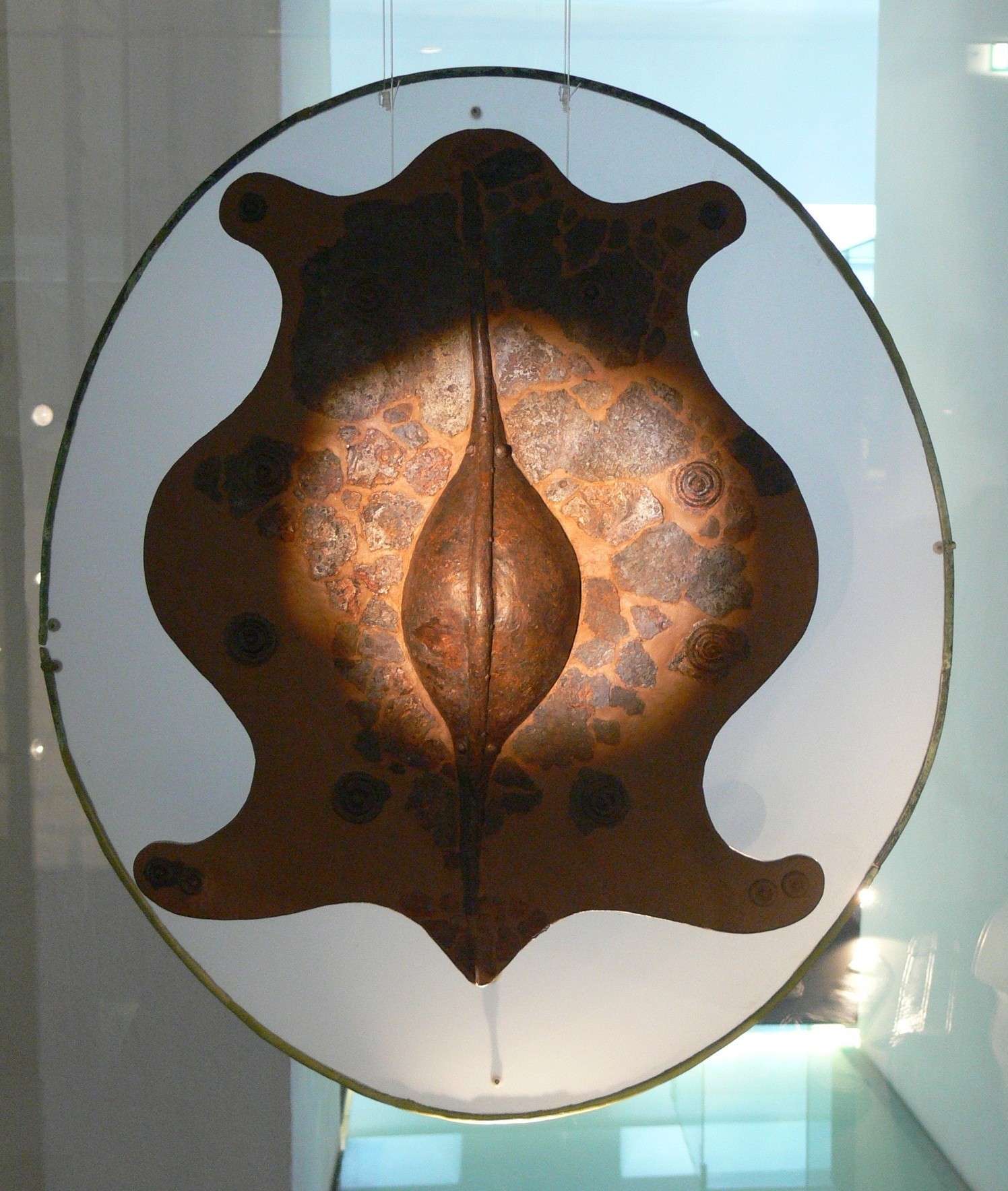
Keltisk ovalsköld med sköldbuckla (410–370 f.Kr.).
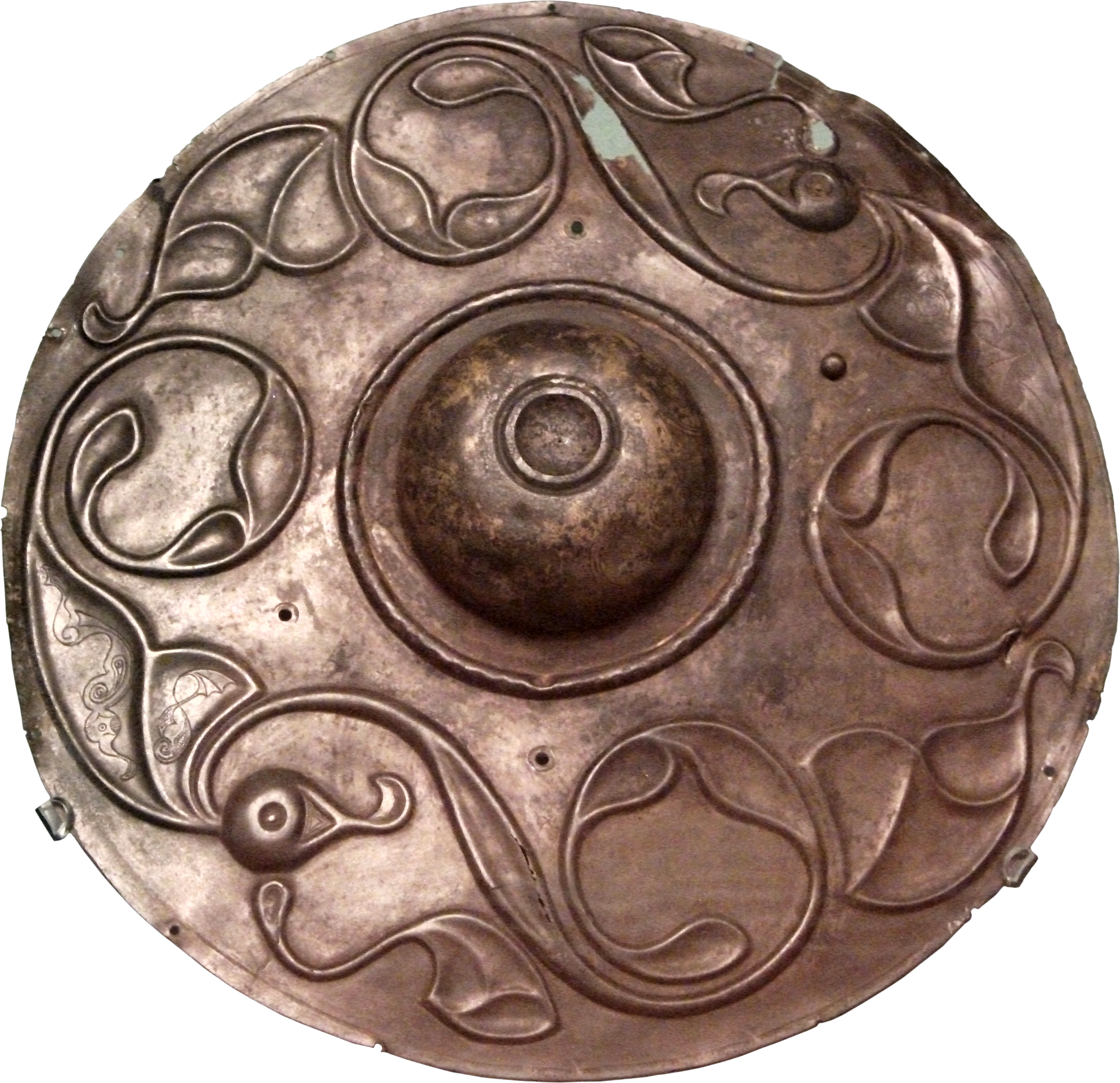
keltisk bronssköld med sköldbuckla (200-tal f.Kr.).
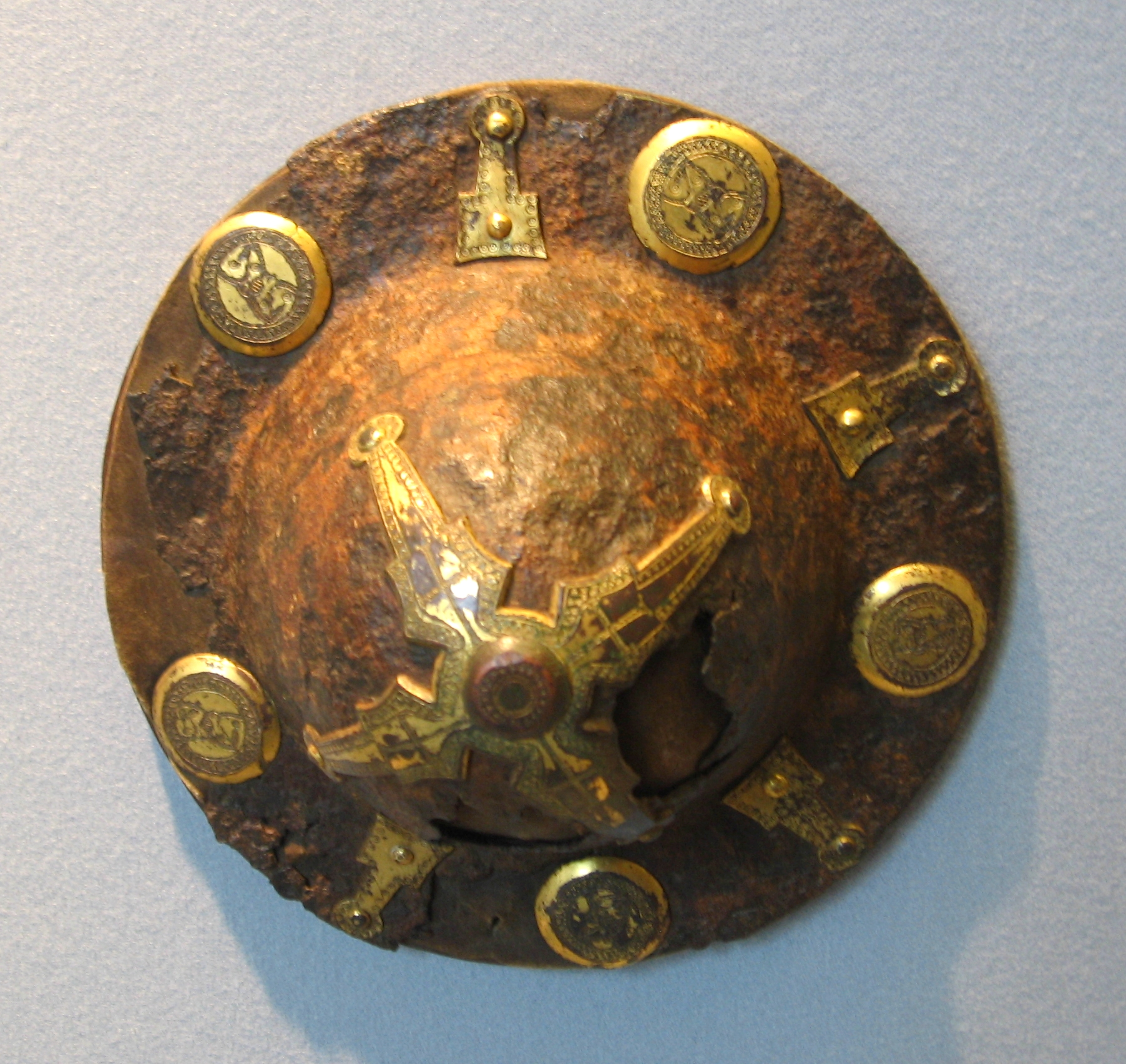
Langobardisk sköldbuckla från norra Italien (600-tal).

### Skrift
- Svenska Akademiens ordbok: sköldbuckla